# Andrew R. George
Andrew R. George (1955) è un assiriologo britannico, professore di babilonese presso il Dipartimento di lingue e culture del Vicino e Medio Oriente all'Università di Londra.

## Biografia
Dopo aver studiato assiriologia all'Università di Birmingham dal 1973 al 1979, scrisse la sua tesi di dottorato sui Testi Topografici Babilonesi sotto la supervisione di W.G. Lambert nel 1985. Sin dal 1983 ha insegnato le lingue e letterature accadica e sumera al SOAS, dell'Università di Londra, dove ora è professore di Babilonese. É specialista della letteratura, della religione e della cultura intellettuale babilonese.

## Opere
- Babylonian Topographical Texts, Orientalia Lovaniensia Analecta (Book 40), Peeters Publishers, 1992,  p. 504, ISBN 978-9-068-31410-6.
- House Most High: The Temples of Ancient Mesopotamia, (Mesopotamian Civilisations, Volume 5), Eisenbrauns, 1993, ISBN 0-931464-80-3.
- The Epic of Gilgamesh: A new translation, London, Penguin Classics, 2000,  pp. 228, ISBN 0-14-044721-0.
- The Babylonian Gilgamesh Epic: Introduction, Critical Edition and Cuneiform Texts (2 voll.), Oxford, UK, Oxford University Press, 2003,  p. 996, ISBN 0-19-814922-0.
- Babylonian Literary Texts (3 voll.), 2009.
- Cuneiform Royal Inscriptions and Related Texts in the Schøyen Collection, Cornell University Studies in Assyriology and Sumerology (Cusas) Book 17, Capital Decisions Ldt, 2011,  p. 310, ISBN 978-1-934-30933-9.
- Babylonian Divinatory Texts in the Schøyen Collection, 2013.
- Assyrian Archival Texts in the Schøyen Collection: And Other Documents from North Mesopotamia and Syria, Cornell University Studies in Assyriology and Sumerology: Cuneiform Texts IX, Capital Decisions Ldt, 2017,  p. 133, ISBN 978-1-934-30971-1.

| Controllo di autorità | VIAF (EN) 88781081 · ISNI (EN) 0000 0001 2146 4347 · SBN USMV989711 · LCCN (EN) n93025098 · GND (DE) 1021317853 · J9U (EN, HE) 987007261639405171 |